# Schweizer Badmintonmeisterschaft 1963
Die Schweizer Badmintonmeisterschaft 1963 fand vom 9. bis zum 10. Februar in Zürich statt. Es war die neunte Austragung der nationalen Titelkämpfe im Badminton in der Schweiz.

## Titelträger
| Disziplin    | Sieger                       |
| ------------ | ---------------------------- |
| Herreneinzel | Jürg Honegger                |
| Dameneinzel  | Lotti Füller                 |
| Herrendoppel | Jürg Honegger Heinz Honegger |
| Damendoppel  | Suzy Grob T. Held            |
| Mixed        | Edgar Schneider E. Häner     |